# 青森県旗
青森県旗（あおもりけんき）は、日本の都道府県の一つ、青森県の旗。本項では、旗に図示されている青森県章（あおもりけんしょう）についても併せて解説する。

## 概要
県旗・県章とも1961年1月1日の県告示第6号で制定された。著作権法の規定により、2012年1月1日よりパブリックドメインとなっている。県章はシンプルに特徴的な県土の形を図案化したものである。
県旗の配色は地色の白色が無限に広がる宇宙世界、県章の深緑色が躍進発展してやまない希望と未来を表現している。